# Виборг (Данска)
Виборг (дан. Viborg) је значајан град у Данској, у северозападном делу државе. Град је управно седиште покрајине Средишње Данске, где са околним насељима чини једну од општина, Општину Виборг. Данас Виборг има око 36 хиљада становника у граду и око 93 хиљаде у ширем градском подручју.

## Географија
Виборг се налази у северозападном делу Данске. Од главног града Копенхагена, град је удаљен 320 километара северозападно.
Рељеф: Град Виборг се налази у северном делу данског полуострва Јиланд. Градско подручје је валовито. Надморска висина средишта града креће се од 10–45 m.
Клима: Клима у Виборгу је умерено континентална са утицајем Атлантика и Голфске струје.
Воде: Виборг се образовао у унутрашњости Данске. Град такође нема излаз на реку, али се у средини града налази два мања језера, Јужно и Северно језеро.

## Историја
Подручје Виборга било је насељено још у доба праисторије. Верује се да су насеље основали Викинзи, а први помен насеља везује се за годину 961. године. Од 1100. године гради се градска саборна црква.
И поред петогодишње окупације Данске (1940-45.) од стране Трећег рајха Виборг и његово становништво нису много страдали.

## Становништво
Данас Виборг има око 36 хиљада у градским границама и око 93 хиљаде са околним насељима.
Етнички састав: Становништво Виборга је до пре пар деценија било било готово искључиво етнички данско. И данас су етнички Данци значајна већина, али мали део становништва су скорашњи усељеници.

## Партнерски градови
- Линебург
- Кечкемет
- Баје
- Lund Municipality
- Dalvík

## Галерија
- Поглед на Виборг преко језера
- Стари део Виборга са саборном црквом
- Трг Трапе, средиште града
- Градска болница